# Jocelyn Angloma
Jocelyn Gaétan Angloma (* 7. August 1965 in Les Abymes, Guadeloupe) ist ein französischer ehemaliger Fußballspieler sowie Trainer.

## Als Spieler

### Verein
In der Jugend spielte der Abwehrspieler für Étoile Morne-à-l’Eau auf Guadeloupe. Hier wurde er von Scouts von Stade Rennes entdeckt; 1985 unterschrieb er einen Profivertrag in Rennes. Nach drei Jahren kehrte er Rennes den Rücken und wechselte zum OSC Lille, wo er zum Stammspieler wurde. Durch konstant gute Leistungen empfahl er sich bei den Topklubs. 1990 ging Angloma zu Paris Saint-Germain, im selben Jahr wurde er Nationalspieler. In Paris wurde er jedoch nicht glücklich, obwohl er häufig spielte. Darum wechselte er nach nur einer Spielzeit zu Olympique Marseille. Mit l'OM wurde Angloma 1992 französischer Meister und im Jahr darauf Champions-League-Sieger. Jocelyn Angloma blieb bis 1994 in Marseille. Anschließend ging er nach Italien zu Torino Calcio, den er 1996 in Richtung Inter Mailand verließ. Mit den Nerazzurri erreichte er 1997 das UEFA-Pokal-Finale, welches man jedoch gegen den FC Schalke 04 verlor. Nach einem Jahr in Mailand bekam der Abwehrspieler, der sowohl als Innenverteidiger als auch als rechter Außenverteidiger eingesetzt werden kann, ein Angebot vom spanischen Erstligisten FC Valencia, für den er bis zu seinem Karriereende im Jahr 2002 120 Spiele bestritt. 1999 gewann Angloma mit den Los Ches die Copa del Rey und wurde 2002 spanischer Meister. Sowohl 2000, als auch 2001 erreichte er mit dem FC Valencia das Finale der UEFA Champions League. Man verlor dieses jedoch 2000 gegen Real Madrid und 2001 gegen den FC Bayern München. Im Juli 2003 kehrte Angloma aus seinem zwischenzeitlichen Karriereende zurück und schloss sich seinem Heimatverein Étoile Morne-à-l’Eau an, wo er 2007 seine Laufbahn endgültig beendete.

### Nationalmannschaft
Jocelyn Angloma spielte seit seinem Wechsel nach Frankreich in den verschiedensten Junioren-Nationalmannschaften. Mit der U-21-Auswahl Frankreichs wurde er 1988 Europameister. In die französische A-Nationalmannschaft wurde Angloma zum ersten Mal nach seinem Wechsel zu Paris Saint-Germain 1990 berufen und gehörte zu den Kadern für die EM 1992 und die EM 1996. Insgesamt bestritt er 37 Spiele für die Les Bleus und traf einmal, ehe er 1996 nach der EM aus der Nationalmannschaft zurücktrat. 2006 entschied sich Angloma für Guadeloupe zu spielen. Dies war möglich, da die Fußballnationalmannschaft von Guadeloupe zwar Mitglied des Regionalverbandes CONCACAF, jedoch nicht Mitglied der FIFA ist. Mit der Auswahl qualifizierte er sich für den Karibikmeisterschaft 2007. Das Team wurde Vierter hinter Kuba, Trinidad & Tobago und Haiti, die diesen Wettbewerb erstmals gewinnen konnten, und qualifizierte sich damit direkt für den CONCACAF Gold Cup 2007 in den USA. Auch für den Kader des Gold Cups war Angloma nominiert; dort teilte sich seine Mannschaft den dritten Platz mit Kanada.

## Als Trainer
Ende Dezember 2017 wurde er Trainer der Fußballnationalmannschaft von Guadeloupe, nachdem er von 2011 bis 2013 bereits Assistenztrainer der Auswahl gewesen war.

## Erfolge
- 1988: Europameister mit der französischen U-21
- 1992: Französischer Meister mit Olympique Marseille
- Die UEFA wählte 1992 Angloma ins All-Star-Team der Euro 1992[2]
- 1993: Gewinn der UEFA Champions League mit Olympique Marseille
- 1997: UEFA-Cup-Finalist mit Inter Mailand
- 1999: Copa del Rey mit FC Valencia
- 2002: Spanischer Meister mit FC Valencia
- 1999: Supercopa de España mit FC Valencia
- UEFA-Champions-League-Finalist 2000 und 2001 mit FC Valencia